# 哈桑·伊斯拉伊洛夫
哈桑·伊斯拉伊洛夫（1910年 - 1944年12月29日）是一名车臣人民族主义者、遊擊隊隊員、记者和诗人。
1919年，他加入全联盟列宁主义青年共产主义联盟。 1929年，哈桑·伊斯拉伊洛夫加入蘇聯共产党，并于1933年前往东方劳动者共产主义大学学习。
在大學就讀期間，他寫文章批判苏联當局掠奪車臣-印古什蘇維埃社會主義自治共和國而且有官員貪污。苏联當局隨即以“反革命诽谤”的罪名將其逮捕並判处其十年监禁，但两年后，由於受到伊斯拉伊洛夫指控的几名蘇聯共產黨党员又被他人指控犯有腐败罪后，伊斯拉伊洛夫被平反。伊斯拉伊洛夫繼續回到大學就讀。
伊斯拉伊洛夫此後依然認為蘇聯當局的壓迫必然會讓车臣自治州和印古什自治州的民众造反。 1935年，在一份批评苏联北高加索政策的学生请愿书上被發現有伊斯拉伊洛夫的簽名，伊斯拉伊洛夫再度被判处在西伯利亚強迫勞動五年。伊斯拉伊洛夫于1939年初获释，返回车臣並成為了一名律师。 
1940年，在听聞冬季战争爆發后，伊斯拉伊洛夫決定反蘇，他和他哥哥一同發動了1940至1944年车臣叛乱，並成立车臣-印古什临时人民革命政府。
後來伊斯拉伊洛夫躲到了一个山洞里面，不過他最終依然被杀害。